# Quy trình thao tác chuẩn
Quy trình thao tác chuẩn (tiếng Anh: Standard operating procedure - SOP) là một hệ thống quy trình, được tạo ra để hướng dẫn và duy trì chất lượng công việc. Quy trình chuẩn giúp tránh khỏi các sơ sót nếu làm theo đúng các bước trong quy trình, nó cũng giúp người mới nhanh chóng làm quen với môi trường làm việc.
Các quy trình thao tác chuẩn được sử dụng trong nhiều lĩnh vực khác nhau, bao gồm y tế, hàng không, kỹ thuật, giáo dục, công nghiệp và cả quân sự.
Các mục đích thường gặp khi sử dụng Quy trình thao tác chuẩn:
- Tiết kiệm thời gian, cải thiện hiệu suất
- Ngăn ngừa lãng phí tài nguyên
- Ổn định chất lượng, năng suất làm việc: công việc thực hiện theo SOP lần nào cũng được hoàn thành và hoàn thành theo cách giống nhau.